# Apuecla
Apuecla is een geslacht van vlinders van de familie Lycaenidae, uit de onderfamilie Theclinae.

## Soorten
- A. maeonis (Godman & Salvin, 1887)
- A. picus (Druce, 1907)
- A. upupa (Druce, 1907)